# 三障
三障，佛教用語，其中包括1.烦恼障、2.业障、3.报障。佛教认为众生因为有此三障，所以不容易相信接受佛法，皈依三寶，乃至开悟佛道。
爾時世尊告禪難提及勅阿難：「汝等當教未來眾生罪業多者，為除罪故，教使念佛。以念佛故，除諸業障、報障、煩惱障 出自禪祕要法經 第2卷

## 简述
三障包括，
- 烦恼障，如贪欲,嗔恚,愚痴.等惑；[4]
- 业障，如五逆十恶等业；[5]
- 报障，又称异熟障，包括六道中的苦报。